# Hermann Schey
Hermann Schey (* 8. November 1895 in Bunzlau, Provinz Schlesien, Deutschland; † 21. August 1981 in Uerikon, Schweiz) war ein deutsch-niederländischer Bassbariton.

## Leben und Wirken
Schey wuchs in einer jüdischen Familie auf. Seine Eltern waren der Kaufmann Bernhard Schey und dessen Frau Regina, geb. Schönfeld. Nach dem Besuch des Bunzlauer Gymnasiums wollte Schey Medizin studieren, wurde dann aber vom Intendanten der Berliner Hofoper, Graf Georg von Hülsen-Haeseler als Sänger entdeckt. Seine Ausbildung erhielt er von 1913 bis 1915 bei Professor Franz-Henri von Dulong (vielmehr Dülong, 1861–1944), dem Gesangsmeister der Hofoper. 1915 wurde er als Soldat eingezogen und konnte in der Folge sein Gesangsstudium bei Dulong erst 1919 weiter fortsetzen. Ab 1922 war Hermann Schey in Berlin als Konzert- und Oratoriensänger tätig.
Konzertreisen brachten ihm große Erfolge in den europäischen Musikzentren.
Ab 1927 trat Schey in mehr als 100 Konzerten des Amsterdamer Concertgebouw-Orchesters auf.
Die Kindertotenlieder von Gustav Mahler gab er dort erstmals 1930 unter Willem Mengelberg, sie waren auch das erste Werk, das er nach der Besatzungszeit im Oktober 1945 dort sang und das Stück, mit dem er sich im Dezember 1968  unter der Leitung von Bernard Haitink vom Orchester verabschiedete.
Zwischen 1936 und 1940 war er einer der Solisten in Mengelbergs berühmten Palmsonntags-Aufführungen der Matthäus-Passion.
1930 unternahm er eine große Tournee nach Polen, Russland und in die Balkanstaaten, 1932 gab er Konzerte in Paris und 1933 in Zürich. Er gab die Uraufführung mehrerer Lieder des Schweizer Komponisten Othmar Schoeck und sang im Oktober 1930 in Köln das Bass-Solo in der Uraufführung der Kantate Das dunkle Reich der Leitung des Komponisten Hans Pfitzner. Als Jude wanderte er 1934 in die Niederlande aus und wurde 1936 Professor am Konservatorium von Amsterdam, setzte jedoch seine erfolgreiche Konzerttätigkeit fort. Als die Niederlande 1940 von der deutschen Armee besetzt wurden, musste er sich bis Kriegsende versteckt halten.
Nach dem Zweiten Weltkrieg nahm er seine Karriere wieder auf: er nahm am neu gegründeten Holland Festival teil, Konzertreisen führten ihn nach Deutschland, England, Österreich und in die Schweiz. 1968 unternahm er eine erfolgreiche Tournee durch Israel und trat dort beim Abu Gosh Festival auf. Außerdem arbeitete er weiterhin als Gesangslehrer. Er verbrachte sein Alter in der Schweiz.
Besonders bewundert wurde er für seine Johann Sebastian Bach-Interpretationen.

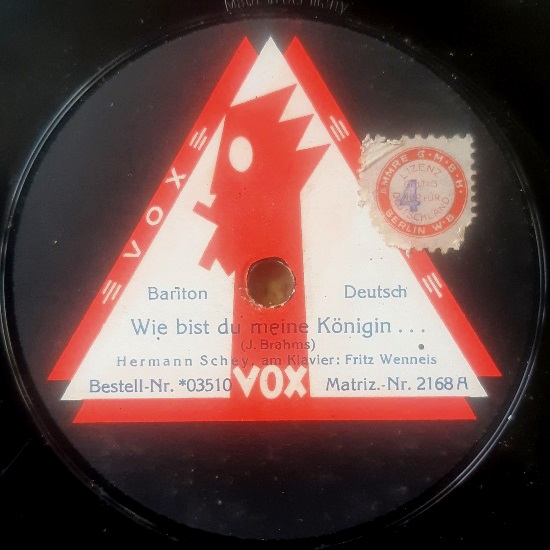
Schallplatte von Hermann Schey (Berlin 1925)

Erste Aufnahmen in Berlin für Grammophon (1921), dann Odeon (1922), Vox (1922–25), Tri-Ergon (Berlin 1927 und 1929), Electrola (Berlin 1928), Grammophon (1928, Missa Solemnis), Ultraphon (1929–30), Lindström (1929–31, Aufnahmen für die Jüdische Reformgemeinde), Clangor (1932, hier Auszüge aus der „Schönen Müllerin“ und der „Winterreise“), in der Schweiz Aufnahmen für Le Chant du Monde (1949), in den Niederlanden und Wien für Philips (1951, 1954–55 sowie 1966), in Berlin für DGG (1952); zudem zahlreiche Rundfunkmitschnitte.

## Aufnahmen (Auswahl)
- Frühe Aufnahmen auf Odeon
- Aufnahmen auf den Labels DGG, Christschall, Tri-Ergon, MMS und Concert Hall (Magnificat (BWV 243) von J.S. Bach)[6]
- Aufnahmen von Bach-Kantaten und anderen Vokalwerken
- Schubert: 15 Lieder, mit der Pianistin Marguerite Reyners. Guilde Européenne du Microsillon GEM 142 <LP>[7]